# Brezova (Kraljevo)
Brezova (serbisch-kyrillisch Брезова) ist ein Dorf in Serbien.

## Geographie und Bevölkerung
Das Dorf liegt in der Opština Kraljevo, im Okrug Raška. Brezova hatte bei der Volkszählung von 2011 351 Einwohner, während es 2002 482 Einwohner waren. Nach den letzten drei Bevölkerungsstatistiken fällt die Einwohnerzahl weiter. 
Die Bevölkerung stellen Serbisch-orthodoxe Serben. Das Dorf besteht aus 149 Haushalten. Brezova ist von Wäldern und Bergen umgeben.

## Demographie
| Jahr | Einwohnerzahl |
| ---- | ------------- |
| 1948 | 731           |
| 1953 | 803           |
| 1961 | 848           |
| 1971 | 748           |
| 1981 | 651           |
| 1991 | 572           |
| 2002 | 482           |
| 2011 | 351           |

## Religion
In Brezova steht die Serbisch-orthodoxe Kirche Hl. Nikolaus. Die Kirche gehört zur Eparchie Žiča, der Serbisch-orthodoxen Kirche mit Sitz in Kraljevo.

## Belege
- Knjiga 9, Stanovništvo, uporedni pregled broja stanovnika 1948, 1953, 1961, 1971, 1981, 1991, 2002, podaci po naseljima, Republički zavod za statistiku, Beograd, maj 2004, ISBN 86-84433-14-9
- Knjiga 1, Stanovništvo, nacionalna ili etnička pripadnost, podaci po naseljima, Republički zavod za statistiku, Beograd, Februar 2003, ISBN 86-84433-00-9
- Knjiga 2, Stanovništvo, pol i starost, podaci po naseljima, Republički zavod za statistiku, Beograd, Februar 2003, ISBN 86-84433-01-7